# Vučjakovića džamija u Mostaru
Džamija Nesuh-age Vučjakovića (poznata kao Vučjakovića džamija i Džamija pod lipom), islamska je bogomolja u Mostaru. Nalazi se u sastavu Medžlisa Islamske zajednice Mostar, u okvirima Mostarskog muftiluka. 
Smještena je na lijevoj obali Neretve u Mostaru, na uglu Glavne i Bajatove ulice. Proglašena je nacionalnim spomenikom Bosne i Hercegovine. Nacionalni spomenik čine džamija s haremom i turbetom Mehmed-age Krehe.

## Povijest
O podrijetlu utemeljitelja ove džamije nema pouzdanih podataka. Prema narodnom predanju rodom je iz Ljubuškog gdje je na gradu sagradio džamiju i mekteb. Godine 1559. bio je dizdar Ljubuške tvrđave. Pored džamija u Mostaru i Ljubuškom, ovaj vakif sagradio je i po jedan mekteb u oba grada i odredio da se iz sredstava njegovog vakufa opravljaju mostovi na Radobolji i Trebižatu. Džamija je sagrađena prije 1564. godine kada je napisana i pred sudom legalizirana njena vakufnama.
Uz Karađoz-begovu i Koski Mehmed-pašinu džamiju, jedna je od tri potkupolne džamije u Mostaru, ali se po islamskoj arhitekturi umnogome razlikuje od te vrste džamija. Pripada ranocarigradskom stilu osmanske arhitekture, koji karakterizira jednoprostorni molitveni dio natkriven kupolom, vanjski trijem na stupovima i tri kupolice te munara prislonjena s desne strane objekta. Elementi mediteranske arhitekture vide se na kapitelima, konzolama, prozorskim okvirima, portalu, koji odražavaju čitljive uplive oblika prisutnih u gotici i romanici. Lisnate konzole s voluticama i prozori na čijim se okvirima profilacija zavija pri dnu doprozornih okvira predstavljaju elemente nastale pod utjecajem dalmatinske renesanse.
Unutrašnjost središnje kupole je oslikana. Sastoji se od centralne rozete i vijenaca, koji se spuštaju do kamene kružne profilacije na tamburu. Horizontalna dekorativna vrpca formira završetak te slikarske cjeline. Od kolorita se uočavaju konturni smeđi crteži, kao i obilje plavkaste i crvene boje. Slikarstvo je vrlo dekorativno, te izvedeno na bež podlozi od maltera. Ornamentiku karakteriziraju geometrijski i biljni motivi, što stilski pripada oslikavanju kupola na ovim prostorima u 19. stoljeću.
Džamija je zatvorena 1941. godine. Tokom druge polovine 20. stoljeća služila je kao gradski depo. Tijekom 1980.-ih bila je potpuno napuštena. Za vrijeme rata u Bosni i Hercegovini srušen je minaret do šerefeta, uništen olovni limeni pokrov, portal mimbera i trijem sa zapadne strane.
Tijekom 1996.-1998. godine sredstvima Saudijske Arabije i Jordana, džamija je obnovljena. Džamijski harem je u ratu ponovno otvoren, proširen i pretvoren u šehidsko mezarje. Rekonstruiran je i vanjski trijem na kamenim stubovima, pokriven kamenom pločom na drvenoj konstrukciji. U džamijskom haremu je montirano i turbe Mehmed-age Krehe.

## Vanjske povezice
- Džamija Nesuh-age Vučjakovića